# بركيله (مقاطعة فومن)
بركيله (بالفارسية: برکیله) هي قرية تقع في غيلان في إيران. يقدر عدد سكانها بـ 53 نسمة بحسب إحصاء 2016.